# NHL Winter Classic 2008

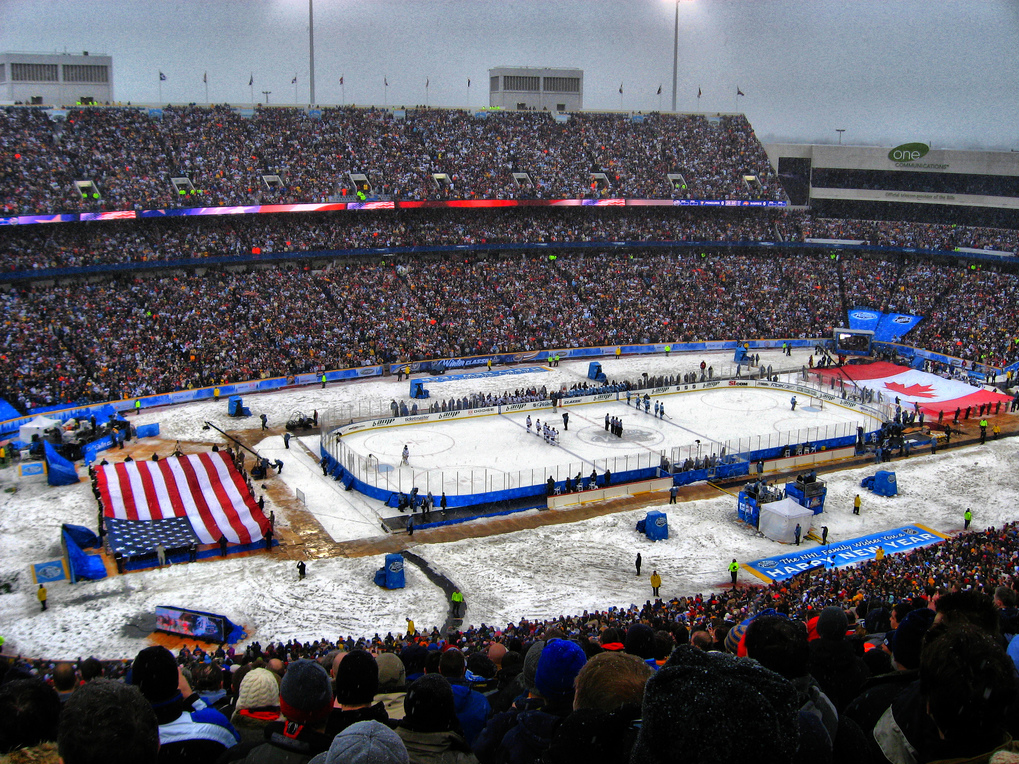
NHL Winter Classic på Ralph Wilson Stadium, 2008.

AMP Energy NHL Winter Classic 2008 var ett sportarrangemang i den nordamerikanska ishockeyligan National Hockey League (NHL) där en grundspelsmatch spelades utomhus mellan Buffalo Sabres och Pittsburgh Penguins på Ralph Wilson Stadium i Orchard Park, New York i USA den 1 januari 2008.

## Matchen

### Trupperna
Lagens spelartrupper till matchen.
| Namn                 | Namn                 | Namn           |
| Målvakter            | Målvakter            | Målvakter      |
| -------------------- | -------------------- | -------------- |
| Ryan Miller          |                      |                |
| Jocelyn Thibault     |                      |                |
| Backar               |                      |                |
| Brian Campbell       |                      |                |
| Dmitri Kalinin       |                      |                |
| Toni Lydman          |                      |                |
| Nathan Paetsch       |                      |                |
| Jaroslav Špaček (C)  |                      |                |
| Henrik Tallinder     |                      |                |
| Forwards             |                      |                |
| Namn                 | Namn                 | Position       |
| Maksim Afinogenov    | Maksim Afinogenov    | Högerforward   |
| Tim Connolly         | Tim Connolly         | Center         |
| Paul Gaustad         | Paul Gaustad         | Center         |
| Jochen Hecht (A)     | Jochen Hecht (A)     | Center         |
| Aleš Kotalík         | Aleš Kotalík         | Högerforward   |
| Adam Mair            | Adam Mair            | Center         |
| Daniel Paille        | Daniel Paille        | Vänsterforward |
| Andrew Peters        | Andrew Peters        | Vänsterforward |
| Jason Pominville (A) | Jason Pominville (A) | Högerforward   |
| Derek Roy            | Derek Roy            | Center         |
| Michael Ryan         | Michael Ryan         | Center         |
| Thomas Vanek         | Thomas Vanek         | Vänsterforward |
| Tränare              |                      |                |
| Lindy Ruff           |                      |                |

| Namn               | Namn              | Namn           |
| Målvakter          | Målvakter         | Målvakter      |
| ------------------ | ----------------- | -------------- |
| Ty Conklin         |                   |                |
| Dany Sabourin      |                   |                |
| Backar             |                   |                |
| Sergej Gontjar (A) |                   |                |
| Kris Letang        |                   |                |
| Brooks Orpik       |                   |                |
| Rob Scuderi        |                   |                |
| Darryl Sydor (A)   |                   |                |
| Ryan Whitney       |                   |                |
| Forwards           |                   |                |
| Namn               | Namn              | Position       |
| Colby Armstrong    | Colby Armstrong   | Högerforward   |
| Erik Christensen   | Erik Christensen  | Center         |
| Sidney Crosby (C)  | Sidney Crosby (C) | Center         |
| Adam Hall          | Adam Hall         | Högerforward   |
| Tyler Kennedy      | Tyler Kennedy     | Center         |
| Georges Laraque    | Georges Laraque   | Högerforward   |
| Jevgenij Malkin    | Jevgenij Malkin   | Center         |
| Ryan Malone        | Ryan Malone       | Vänsterforward |
| Jarkko Ruutu       | Jarkko Ruutu      | Vänsterforward |
| Jordan Staal       | Jordan Staal      | Center         |
| Petr Sýkora        | Petr Sýkora       | Högerforward   |
| Jeff Taffe         | Jeff Taffe        | Vänsterforward |
| Tränare            |                   |                |
| Michel Therrien    |                   |                |

### Resultatet
|  | 1 januari 2008 | Buffalo Sabres | 1 – 2 (Efter förlängning och straffläggning) | Pittsburgh Penguins | Ralph Wilson Stadium | |
|  |                | Första perioden: · — · Andra perioden: · Brian Campbell (1:25) · Assists: Connolly, Paille · Tredje perioden: · — · Förlängning: · — · Straffläggning: · Aleš Kotalík · Tim Connolly · Maksim Afinogenov · |                                              | Första perioden: · (0:21) Colby Armstrong · Assist: Crosby · Andra perioden: · — · Tredje perioden: · — · Förlängning: · — · Straffläggning: · Erik Christensen · Kris Letang · Sidney Crosby · | Orchard Park, New York, USA Publik: 71 217 Domare: Marc Joannette, Don Van Massenhoven Linjedomare: Brad Kovachik, Tim Nowak | Orchard Park, New York, USA Publik: 71 217 Domare: Marc Joannette, Don Van Massenhoven Linjedomare: Brad Kovachik, Tim Nowak |
|  |                | |                                              | | Orchard Park, New York, USA Publik: 71 217 Domare: Marc Joannette, Don Van Massenhoven Linjedomare: Brad Kovachik, Tim Nowak | Orchard Park, New York, USA Publik: 71 217 Domare: Marc Joannette, Don Van Massenhoven Linjedomare: Brad Kovachik, Tim Nowak |
|  |                | |                                              | | Orchard Park, New York, USA Publik: 71 217 Domare: Marc Joannette, Don Van Massenhoven Linjedomare: Brad Kovachik, Tim Nowak | Orchard Park, New York, USA Publik: 71 217 Domare: Marc Joannette, Don Van Massenhoven Linjedomare: Brad Kovachik, Tim Nowak |

#### Matchstatistik
|                     | Buffalo Sabres | Pittsburgh Penguins |
| ------------------- | -------------- | ------------------- |
| Powerplay           | 0/2            | 0/3                 |
| Tacklingar          | 26             | 16                  |
| Vunna tekningar (%) | 46             | 54                  |
| Blockerade skott    | 10             | 9                   |
| Utvisningsminuter   | 6              | 4                   |

| Period      | Buffalo Sabres | Pittsburgh Penguins |
| ----------- | -------------- | ------------------- |
| Första      | 9              | 11                  |
| Andra       | 14             | 2                   |
| Tredje      | 7              | 12                  |
| Förlängning | 7              | 0                   |
| Totalt      | 37             | 25                  |

#### Utvisningar
| Spelare           | Utvisning       | Utvisningsminuter | Tid             |
| Första perioden   | Första perioden | Första perioden   | Första perioden |
| ----------------- | --------------- | ----------------- | --------------- |
| Tim Connolly      | Hakning         | 2:00              | 4:22            |
| Maksim Afinogenov | Hakning         | 2:00              | 7:16            |
| Thomas Vanek      | Holding         | 2:00              | 12:17           |
| Andra perioden    |                 |                   |                 |
| Tredje perioden   |                 |                   |                 |
| Förlängningen     |                 |                   |                 |
| Källa:            |                 |                   |                 |

| Spelare                                            | Utvisning                | Utvisningsminuter | Tid             |
| Första perioden                                    | Första perioden          | Första perioden   | Första perioden |
| -------------------------------------------------- | ------------------------ | ----------------- | --------------- |
| Colby Armstrong                                    | Interference mot målvakt | 2:00              | 13:02           |
| Andra perioden                                     |                          |                   |                 |
| Tredje perioden                                    |                          |                   |                 |
| Colby Armstrong                                    | Hakning                  | 2:00              | 20:00           |
| Förlängningen                                      |                          |                   |                 |
| Termer: Förseelser som leder till utvisningsstraff |                          |                   |                 |

### Statistik

#### Buffalo Sabres

##### Utespelare
| Spelare           | Mål | Assist | Poäng | +/− | Utvisningsminuter | Skott | Vunna tekningar (%) | Tacklingar | Tid på isen |
| ----------------- | --- | ------ | ----- | --- | ----------------- | ----- | ------------------- | ---------- | ----------- |
| Brian Campbell    | 1   | 0      | 1     | 0   | 0                 | 3     | —                   | 3          | 24:50       |
| Tim Connolly      | 0   | 1      | 1     | 0   | 2                 | 4     | 50                  | 0          | 19:38       |
| Daniel Paille     | 0   | 1      | 1     | +1  | 0                 | 0     | —                   | 0          | 15:38       |
| Maksim Afinogenov | 0   | 0      | 0     | 0   | 2                 | 3     | —                   | 1          | 19:03       |
| Paul Gaustad      | 0   | 0      | 0     | 0   | 0                 | 1     | 56                  | 10         | 21:16       |
| Jochen Hecht      | 0   | 0      | 0     | -1  | 0                 | 1     | 0                   | 0          | 20:11       |
| Dmitri Kalinin    | 0   | 0      | 0     | 0   | 0                 | 0     | —                   | 1          | 12:01       |
| Aleš Kotalík      | 0   | 0      | 0     | +1  | 0                 | 6     | 33                  | 0          | 18:17       |
| Toni Lydman       | 0   | 0      | 0     | 0   | 0                 | 2     | —                   | 4          | 26:04       |
| Adam Mair         | 0   | 0      | 0     | 0   | 0                 | 0     | 67                  | 2          | 6:46        |
| Nathan Paetsch    | 0   | 0      | 0     | 0   | 0                 | 1     | —                   | 0          | 12:49       |
| Andrew Peters     | 0   | 0      | 0     | 0   | 0                 | 0     | —                   | 2          | 3:29        |
| Jason Pominville  | 0   | 0      | 0     | 0   | 0                 | 4     | 50                  | 0          | 20:51       |
| Derek Roy         | 0   | 0      | 0     | 0   | 0                 | 2     | 38                  | 0          | 19:15       |
| Michael Ryan      | 0   | 0      | 0     | 0   | 0                 | 1     | —                   | 0          | 6:13        |
| Jaroslav Špaček   | 0   | 0      | 0     | 0   | 0                 | 3     | —                   | 2          | 25:24       |
| Henrik Tallinder  | 0   | 0      | 0     | 0   | 0                 | 3     | —                   | 0          | 26:40       |
| Tomas Vanek       | 0   | 0      | 0     | 0   | 2                 | 3     | —                   | 1          | 15:35       |
| Källa:            |     |        |       |     |                   |       |                     |            |             |

##### Målvakt
| Spelare     | Skott mot sig | Räddningar | Insläppta mål | Räddningsprocent | Utvisningsminuter | Tid på isen |
| ----------- | ------------- | ---------- | ------------- | ---------------- | ----------------- | ----------- |
| Ryan Miller | 25            | 24         | 1             | 0,960            | 0                 | 65:00       |
| Källa:      |               |            |               |                  |                   |             |

#### Pittsburgh Penguins

##### Utespelare
| Spelare          | Mål | Assist | Poäng | +/− | Utvisningsminuter | Skott | Vunna tekningar (%) | Tacklingar | Tid på isen |
| ---------------- | --- | ------ | ----- | --- | ----------------- | ----- | ------------------- | ---------- | ----------- |
| Colby Armstrong  | 1   | 0      | 1     | +1  | 4                 | 2     | —                   | 0          | 21:56       |
| Sidney Crosby    | 0   | 1      | 0     | +1  | 0                 | 5     | 48                  | 0          | 22:17       |
| Erik Christensen | 0   | 0      | 0     | 0   | 0                 | 2     | 58                  | 0          | 15:07       |
| Sergej Gontjar   | 0   | 0      | 0     | 0   | 0                 | 1     | —                   | 3          | 25:47       |
| Adam Hall        | 0   | 0      | 0     | 0   | 0                 | 1     | 0                   | 2          | 10:59       |
| Tyler Kennedy    | 0   | 0      | 0     | -1  | 0                 | 3     | —                   | 1          | 19:25       |
| Georges Laraque  | 0   | 0      | 0     | 0   | 0                 | 1     | —                   | 1          | 7:22        |
| Kris Letang      | 0   | 0      | 0     | 0   | 0                 | 0     | —                   | 0          | 16:38       |
| Jevgenij Malkin  | 0   | 0      | 0     | +1  | 0                 | 6     | —                   | 0          | 23:32       |
| Ryan Malone      | 0   | 0      | 0     | -1  | 0                 | 0     | —                   | 3          | 20:33       |
| Brooks Orpik     | 0   | 0      | 0     | 0   | 0                 | 1     | —                   | 2          | 14:50       |
| Jarkko Ruutu     | 0   | 0      | 0     | 0   | 0                 | 0     | —                   | 1          | 6:46        |
| Rob Scuderi      | 0   | 0      | 0     | 0   | 0                 | 0     | —                   | 0          | 23:17       |
| Jordan Staal     | 0   | 0      | 0     | -1  | 0                 | 1     | 56                  | 1          | 20:44       |
| Darryl Sydor     | 0   | 0      | 0     | 0   | 0                 | 0     | —                   | 0          | 23:14       |
| Petr Sýkora      | 0   | 0      | 0     | 0   | 0                 | 1     | 100                 | 0          | 12:40       |
| Jeff Taffe       | 0   | 0      | 0     | 0   | 0                 | 1     | 100                 | 2          | 6:56        |
| Ryan Whitney     | 0   | 0      | 0     | 0   | 0                 | 0     | —                   | 0          | 24:02       |
| Källa:           |     |        |       |     |                   |       |                     |            |             |

##### Målvakt
| Spelare    | Skott mot sig | Räddningar | Insläppta mål | Räddningsprocent | Utvisningsminuter | Tid på isen |
| ---------- | ------------- | ---------- | ------------- | ---------------- | ----------------- | ----------- |
| Ty Conklin | 37            | 36         | 1             | 0,973            | 0                 | 64:55       |
| Källa:     |               |            |               |                  |                   |             |